# Lucien Pictet
Pour les articles homonymes, voir Pictet.
Lucien Pictet (23 avril 1864, Genève - 3 décembre 1928, Paris) est un ingénieur, chef d'entreprise et homme politique suisse.

## Biographie
Fils d'Ernest Pictet, il suit des études d'ingénieur à l'École polytechnique fédérale de Zurich, puis réalise un stage chez Escher, Wyss & Cie, avant de rejoindre les Ateliers de constructions mécaniques de Vevey.
Il rejoint l'entreprise Faesch, Piccard & Cie en 1893 et, à la suite du décès de Jules Faesch, s'associe avec Paul Piccard pour fonder Piccard-Pictet & Cie en 1895, dont il préside le conseil d'administration de 1909 à 1911, puis de 1917 à 1920. Ils se diversifient notamment avec les automobiles SAG (Société d'automobiles à Genève) et Pic-Pic.
Il est député démocrate au Grand Conseil de Genève de 1901 à 1904 et conseiller municipal (législatif) du Petit-Saconnex de 1900 à 1914.
Marié à Marguerite Rigot, fille d'Eugène Rigot, maire du Petit-Saconnex, et d'Adèle Griolet, et belle-sœur d'Alfred Boissier, puis à Marguerite Chouet, il est le père d'Isabelle Villars.